# Lijst van voetbalinterlands Bulgarije - Wales (vrouwen)
Deze lijst van voetbalinterlands is een overzicht van alle officiële voetbalinterlands tussen de nationale vrouwenteams van Bulgarije en de Wales. De landen hebben tot nu toe één keer tegen elkaar gespeeld.

## Wedstrijden
| № | Plaats  | Datum            | Competitie        | Wedstrijd         | Uitslag |
| - | ------- | ---------------- | ----------------- | ----------------- | ------- |
| 1 | Wrexham | 24 november 2010 | Vriendschappelijk | Wales − Bulgarije | 8 − 1   |

## Samenvatting
| Competitie        | Totaal gespeeld | Winst Bulgarije | Gelijk | Winst Wales | Doelsaldo Bulgarije – Wales |
| ----------------- | --------------- | --------------- | ------ | ----------- | --------------------------- |
| Vriendschappelijk | 1               | 0               | 0      | 1           | 0 − 3                       |
| Totaal            | 1               | 0               | 0      | 1           | 0 − 3                       |